# 安富盛定
安富 盛定（やすとみ もりさだ）は、戦国時代から安土桃山時代にかけての武将。雨滝城主。

## 生涯
安富氏は細川京兆家の重臣として、安富盛長の頃に細川四天王と称され東讃守護代を世襲していたが、四天王の一角香西氏の所領は当初から安富氏を凌ぐものであり、更に東讃には、寒川氏、植田氏などが割拠し、安富氏は守護代としての権力を早々に喪失していた。また、安富氏の所領の一部は寒川氏から分譲されたものであったため抗争が絶えず、そのうえ、植田氏庶流の十河氏は、阿波国守護代の三好氏の親族となって天文年間の頃には東讃の他氏を圧倒する勢力となったため、寒川氏、香西氏、安富氏は全て十河氏に服属した。天文13年（1544年）、父・盛方が死去したため盛定が跡を継いだ。
永禄5年（1562年）3月、盛定は三好方として久米田の戦い、及び、同年5月の教興寺の戦いに参戦している。
元亀元年（1570年）、盛定は三好長治の重臣・篠原長房の娘を正室に迎えている。翌年、長治の命により寒川元隣が治める大内郡のうち4郷が三好家に割譲され、そのうち引田城には矢野国村が、虎丸城には盛定が配された。この割譲は篠原長房による阿波三好家の讃岐支配強化及び同年の備前出兵（本太城合戦）の経路確保を目的とするものと考えられる。これに従い、盛定は虎丸城に移り、雨滝城には安富家臣の六車宗湛が入った。
しかし、元亀4年（1573年）篠原長房が三好長治に誅殺されてしまう（上桜城の戦い）。その後、長治は急速に力を失い、天正5年（1577年）3月、長宗我部元親の後援を受けた異父兄の細川真之に敗れ自害した。その後、長治の実弟・十河存保が勝端城に入り阿波・讃岐の諸将を束ねたが、天正10年（1582年）、中富川の戦いに敗れ、阿波を失った。
天正11年（1583年）、盛定の治める小豆島に、織田家の仙石秀久が入り十河存保を救援しようとするが、長宗我部勢の香川信景、香西佳清の軍勢に敗れた（引田の戦い）。この時、雨滝城、虎丸城も長宗我部勢により落とされた。その後、仙石秀久に属して戸次川の合戦で戦死したともいわれる。